# Antonio Ballard
Antonio Ballard (Jeffersonville, 30 aprile 1988) è un cestista statunitense.

## Palmarès
- Campionato svizzero: 1

Fribourg Olympic: 2022-23
- Coppa di Svizzera: 3

Lugano Tigers: 2015
Lions de Genève: 2017
Fribourg Olympic: 2023
- Coppa di Finlandia: 1

Vilpas Vikings: 2019